# フリオ・ブッファリーニ
フリオ・アルベルト・ブッファリーニ（スペイン語: Julio Alberto Buffarini、スペイン語発音: [ˈxuljo βufaˈrini]、1988年8月18日 - ）は、アルゼンチン生まれのサッカー選手。CAインデペンディエンテ所属。ポジションはDF。

## クラブ歴
2006年にCAタジェレスの下部組織からトップチームに昇格した。2010年にアトレティコ・トゥクマンに、2011年にフェロカリル・オエステに2012年にCAサン・ロレンソ・デ・アルマグロに渡り歩いたが、サン・ロレンソには4年在籍し、コパ・リベルタドーレス2014を制し、FIFAクラブワールドカップ2014に出場した。
2016年にカンピオナート・ブラジレイロ・セリエAのサンパウロFCに移籍した。2017年にボカ・ジュニアーズに移籍しアルゼンチンに戻った。
2021年8月5日、セグンダ・ディビシオンに降格したSDウエスカに加入し、2年契約を結んだ。翌年1月27日、2021-22シーズン終了までFCカルタヘナにレンタル移籍することが決まった。

## 代表歴
2016年10月に翌月行われる2018 FIFAワールドカップ・南米予選に臨むアルゼンチン代表に招集されたが出場はならなかった。

## タイトル
サン・ロレンソ
- プリメーラ・ディビシオン:2013I
- コパ・リベルタドーレス:2014
- スーペルコパ・アルヘンティーナ:2015

ボカ・ジュニアーズ
- プリメーラ・ディビシオン:2017-18, 2019-20
- コパ・アルヘンティーナ:2019-20
- スーペルコパ・アルヘンティーナ:2018